# Ruairi Quinn
Ruairi Quinn (Dublino, 2 aprile 1946) è un politico irlandese, leader del Partito Laburista dall'ottobre 1997 all'agosto 2002.

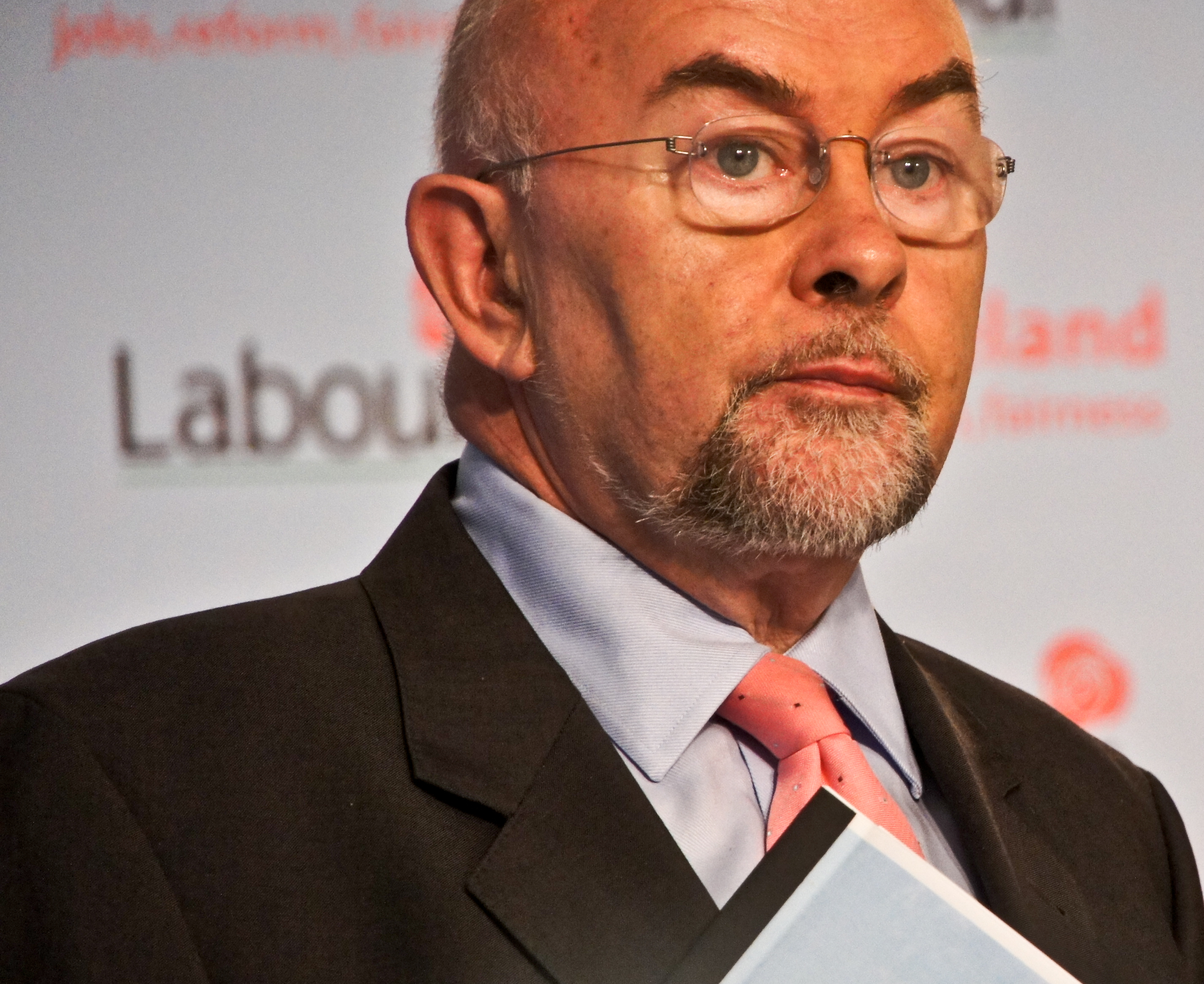
Ruairi Quinn

Dal marzo 2011 è ministro dell'istruzione e della formazione nel governo Kenny I.